# Tora Berger
Tora Berger (Ringerike, 18 marzo 1981) è un'ex biatleta e fondista norvegese.
È sorella di Lars, a sua volta sciatore nordico di alto livello.

## Biografia

### Carriera nel biathlon
Originaria di Lesja, iniziò a praticare biathlon a livello agonistico nel 1991 ed entrò a far parte della nazionale norvegese nel 2002. In Coppa del Mondo esordì il 6 dicembre 2001 nella sprint di Hochfilzen, chiudendo al 93º posto, conquistò il primo podio il 6 dicembre 2002 nella staffetta di Östersund e la prima vittoria il 2 dicembre 2007 nell'inseguimento di Kontiolahti. Nella stagione 2012-2013 vinse sia la Coppa del Mondo generale, sia tutte le Coppe di specialità. Nella stagione successiva vinse nuovamente la Coppa del Mondo generale, ex aequo con Kaisa Mäkäräinen.
In carriera prese parte a tre edizioni dei Giochi olimpici invernali, Torino 2006 (13ª in individuale, 23ª in sprint, 18ª in inseguimento, 25ª in partenza in linea, 5ª in staffetta) e Vancouver 2010 (1ª in individuale, 33ª in sprint, 5ª in inseguimento, 18ª in partenza in linea, 4ª in staffetta) e Soči 2014 (10ª nella sprint, 16ª nell'individuale, 2ª nell'inseguimento, 14ª nella partenza in linea, 2ª nella staffetta, 1ª nella staffetta mista), e a nove dei Mondiali, Hochfilzen/Chanty-Mansijsk 2005 (21ª in individuale, 11ª in sprint, 19ª in inseguimento, 13ª in partenza in linea, 5ª in staffetta, 10ª in staffetta mista), Pokljuka 2006 (2ª in staffetta mista), Anterselva 2007 (4ª in individuale, 10ª in sprint, 19ª in inseguimento, 25ª in partenza in linea, 3ª in staffetta, 3ª in staffetta mista), Östersund 2008 (4ª in individuale, 4ª in sprint, 4ª in inseguimento, 2ª in partenza in linea, 6ª in staffetta), Pyeongchang 2009 (3ª in individuale, 19ª in sprint, 9ª in inseguimento, 15ª in partenza in linea, 11ª in staffetta, 4ª in staffetta mista), Chanty-Mansijsk 2010 (2ª in staffetta mista), Chanty-Mansijsk 2011, Ruhpolding 2012 (1ª in staffetta mista) e Nové Město na Moravě 2013 (1ª in individuale, in inseguimento, in staffetta e in staffetta mista, 2ª in sprint e in partenza in linea).
Annunciò il ritiro al termine della stagione 2014.

### Carriera nello sci di fondo
Dopo aver preso saltuariamente parte ad alcune gare minori, la Berger debuttò in Coppa del Mondo il 19 novembre 2011 nella 10 km a tecnica libera di Sjusjøen (4ª) e ottenne l'unico podio il giorno successivo nella staffetta disputata nella medesima località.

## Palmarès

### Biathlon

#### Olimpiadi
- 4 medaglie:
  - 2 ori (individuale[4] a Vancouver 2010; staffetta mista[4] a Soči 2014)
  - 2 argenti (inseguimento, staffetta a Soči 2014)

#### Mondiali
- 18 medaglie:
  - 8 ori (staffetta mista[4] a Chanty-Mansijsk 2011; individuale[4], partenza in linea[4], staffetta mista[4] a Ruhpolding 2012; individuale[4], inseguimento[4], staffetta[4], staffetta mista[4] a Nové Město na Moravě 2013)
  - 5 argenti (staffetta mista a Pokljuka 2006; partenza in linea[4] a Östersund 2008; staffetta mista[4] a Chanty-Mansijsk 2010; sprint[4], partenza in linea[4] a Nové Město na Moravě 2013)
  - 5 bronzi (staffetta[4], staffetta mista ad Anterselva 2007; individuale[4] a Pyeongchang 2009; partenza in linea[4] a Chanty-Mansijsk 2011; staffetta[4] a Ruhpolding 2012)

#### Mondiali juniores
- 1 medaglia:
  - 1 bronzo (sprint a Hochfilzen 2000)

#### Europei
- 1 medaglia:
  - 1 argento (individuale a Zakopane/Kościelisko 2000)

#### Coppa del Mondo
- Vincitrice della Coppa del Mondo nel 2013 e nel 2014
- Vincitrice della Coppa del Mondo di sprint nel 2013
- Vincitrice della Coppa del Mondo di inseguimento nel 2013
- Vincitrice della Coppa del Mondo di partenza in linea nel 2013
- Vincitrice della Coppa del Mondo di individuale nel 2013
- 68 podi (52 individuali, 16 a squadre), oltre a quelli conquistati in sede olimpica e iridata e validi anche ai fini della Coppa del Mondo:
  - 28 vittorie (23 individuali, 5 a squadre)
  - 24 secondi posti (18 individuali, 6 a squadre)
  - 17 terzi posti (12 individuali, 5 a squadre)

##### Coppa del Mondo - vittorie
| Data             | Località             | Nazione     | Specialità                                                               |
| ---------------- | -------------------- | ----------- | ------------------------------------------------------------------------ |
| 2 dicembre 2007  | Kontiolahti          | Finlandia   | PU                                                                       |
| 5 gennaio 2008   | Oberhof              | Germania    | SP                                                                       |
| 14 dicembre 2008 | Hochfilzen           | Austria     | RL (con Solveig Rogstad, Julie Bonnevie-Svendsen e Ann Kristin Flatland) |
| 22 gennaio 2009  | Anterselva           | Italia      | SP                                                                       |
| 22 marzo 2009    | Trondheim            | Norvegia    | MS                                                                       |
| 5 dicembre 2009  | Östersund            | Svezia      | SP                                                                       |
| 12 marzo 2010    | Kontiolahti          | Finlandia   | MX (con Ann Kristin Flatland, Halvard Hanevold e Tarjei Bø)              |
| 16 dicembre 2010 | Pokljuka             | Slovenia    | IN                                                                       |
| 15 gennaio 2011  | Ruhpolding           | Germania    | SP                                                                       |
| 16 gennaio 2011  | Ruhpolding           | Germania    | PU                                                                       |
| 21 gennaio 2011  | Anterselva           | Italia      | SP                                                                       |
| 23 gennaio 2011  | Anterselva           | Italia      | MS                                                                       |
| 6 febbraio 2011  | Presque Isle         | Stati Uniti | PU                                                                       |
| 4 dicembre 2011  | Östersund            | Svezia      | PU                                                                       |
| 11 dicembre 2011 | Hochfilzen           | Austria     | RL (con Fanny Horn, Elise Ringen e Synnøve Solemdal)                     |
| 15 gennaio 2012  | Nové Město na Moravě | Rep. Ceca   | PU                                                                       |
| 29 novembre 2012 | Östersund            | Svezia      | IN                                                                       |
| 1º dicembre 2012 | Östersund            | Svezia      | SP                                                                       |
| 2 dicembre 2012  | Östersund            | Svezia      | PU                                                                       |
| 9 dicembre 2012  | Hochfilzen           | Austria     | RL (con Fanny Horn, Synnøve Solemdal e Hilde Fenne)                      |
| 16 dicembre 2012 | Pokljuka             | Slovenia    | MS                                                                       |
| 9 gennaio 2013   | Ruhpolding           | Germania    | RL (con Hilde Fenne, Ann Kristin Flatland e Synnøve Solemdal)            |
| 13 gennaio 2013  | Ruhpolding           | Germania    | MS                                                                       |
| 19 gennaio 2013  | Anterselva           | Italia      | PU                                                                       |
| 1º marzo 2013    | Oslo Holmenkollen    | Norvegia    | SP                                                                       |
| 2 marzo 2013     | Oslo Holmenkollen    | Norvegia    | PU                                                                       |
| 3 marzo 2013     | Oslo Holmenkollen    | Norvegia    | MS                                                                       |
| 5 gennaio 2014   | Oberhof              | Germania    | MS                                                                       |

Legenda:

IN = individuale

SP = sprint

PU = inseguimento

MS = partenza in linea

RL = staffetta

MX = staffetta mista

### Sci di fondo

#### Coppa del Mondo
- Miglior piazzamento in classifica generale: 61ª nel 2012
- 1 podio (a squadre):
  - 1 secondo posto